# Tajine

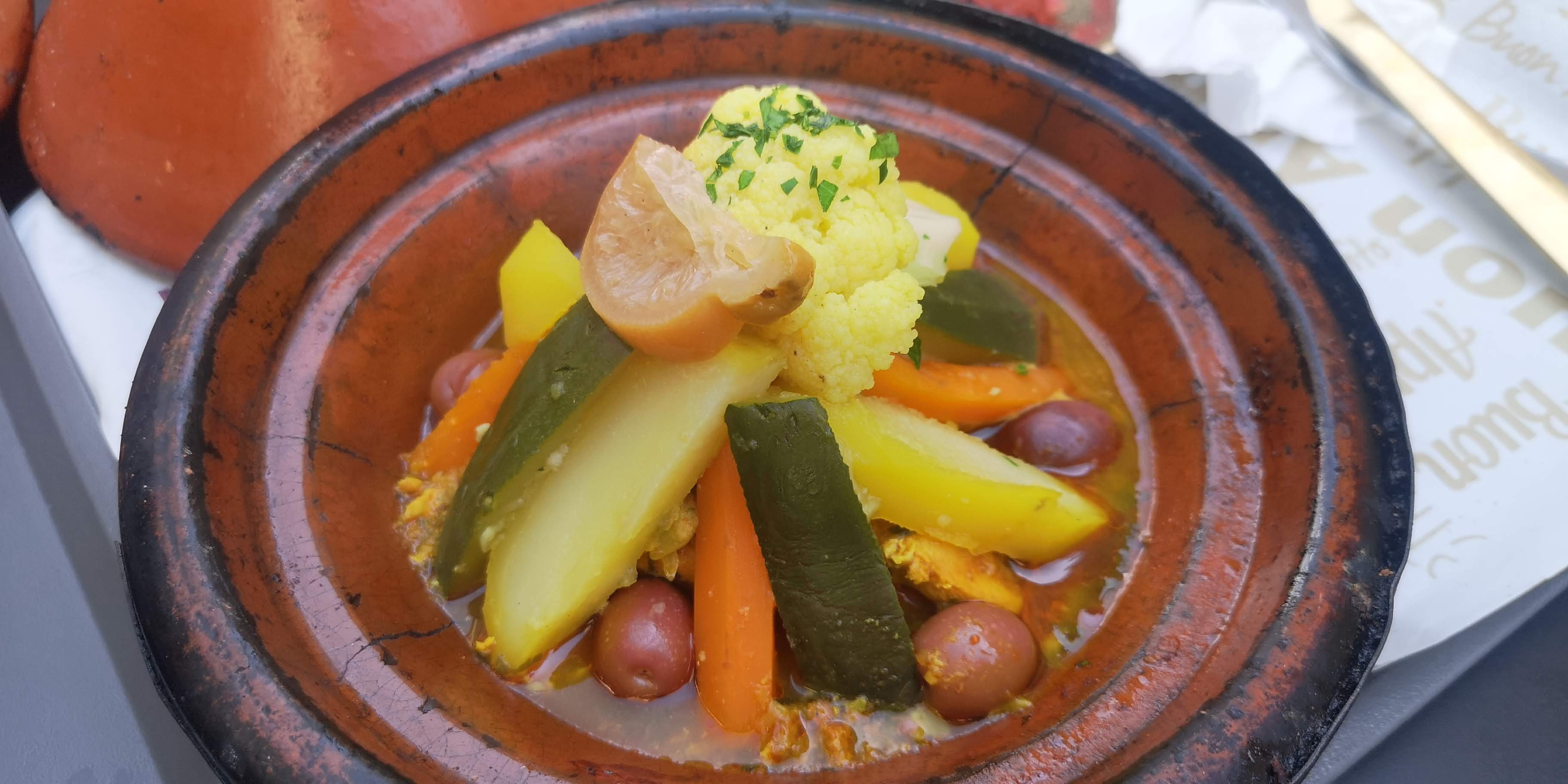
Un tajine di pollo.

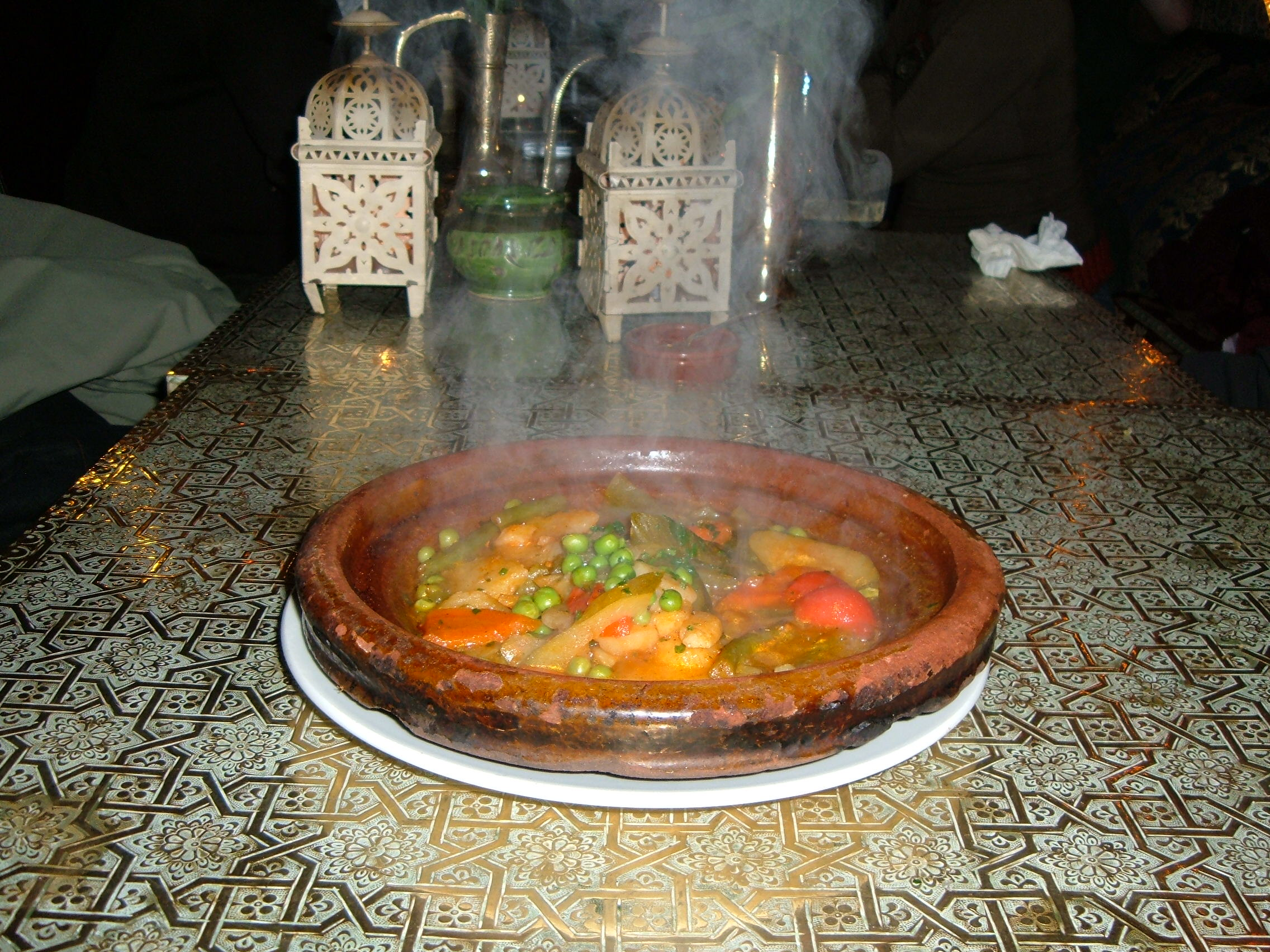
Un tajine vegetariano.

Il tajine (in arabo طاجين‎?) è un piatto tipico marocchino, a base di carne, pollo o pesce in umido, che prende il nome dal caratteristico piatto in terracotta in cui viene cotto.

## Origini
Secondo Rebecca Jones, negli anni '90, la defunta dottoressa Vivien Swan identificò ceramiche provenienti da vari siti del Vallo Antonino della Scozia, costruito dal governatore numida della Britannia romana, Quinto Lollio Urbico, di stile nordafricano, una delle quali era una casseruola che potrebbe essere stata un precursore del moderno tajine. Frammenti di tajine sono stati identificati anche tra le ceramiche Numidiane nella moderna Tunisia.
Secondo alcune fonti, la storia del tajine risale all'epoca di Harun al-Rashid, il quinto califfo abbaside. Il concetto di cucinare in una tajine appare in la famosa Le mille e una notte, una raccolta di racconti in lingua araba del IX secolo.
Oggi, la pentola e il suo brodo tradizionale vengono preparati principalmente in Medio Oriente e Nord Africa. Esistono diversi modi per preparare il tajine. Nello stile qidra originale, si usa il saman (burro chiarificato) per lubrificare la superficie e si aggiunge una purea di cipolla tritata per aggiungere sapore ed aroma. Per la cottura in stile muqawlli, gli ingredienti vengono immersi in olio d'oliva per arricchirne i sapori.
Secondo lo storico del cibo ebraico Gil Marks, l'esclusivo recipiente da cucina in due pezzi fatto di argilla rossa chiamato tajine ha origine in Marocco (Monti dell'Anti Atlante).

Étienne Villot racconta nel suo libro Usanze e istituzioni del popolo indigeno d'Algeria del 1888:
Tutte le donne indigene sanno come realizzare la ceramica, dalle umili tazze all'immensa kolla degli algerini cabili dalla Cabilia. La ceramica d'argilla è molto comune in Algeria. Vari colori, solitamente rosso, giallo e nero, vengono applicati ai pezzi di ceramica modellati dalle donne. Questi colori vengono fissati sull'argilla utilizzando una vernice composta da resina di pino e un po' di olio d'oliva. Le donne della Kabyle hanno una grande abilità in questo tipo di lavoro.
Ci sono molte descrizioni di come preparare un tajine da parte di studiosi arabi. Una descrizione famosa è quella di ibn al-Adim (1192–1262):
(Ibn al-Adim, Kitab Al Wuslah il Al-Habib fi wasf al tayyibat wa Al-Tib)
I tajine sono stati utilizzati per un lungo periodo, persistendo fino ai giorni nostri. Nel 1859, l'esploratore, geografo, archeologo, bibliotecario ed esperto del Maghreb francese Oscar Mac Carthy raccontò di aver incontrato tajine e ceramiche da cucinare nelle strade dell'Algeria. Li ha descritti come grandi vasi cavi di vario tipo.

## Piatto
Il piatto tradizionalmente è fatto interamente di terracotta, spesso smaltata o decorata, ed è composto da due parti: una parte inferiore piatta e circolare con i bordi bassi, ed una parte conica superiore che viene appoggiata sul piatto durante la cottura (una derivazione della lekanis greca). Alcuni piatti tajine sono resistenti alle alte temperature di cottura mentre altri sono prodotti d'artigianato e sono fragili e riservati al servizio.
La forma del coperchio è pensata per facilitare il ritorno della condensa verso il basso e presenta sulla sommità un "pomello" che ne facilita la presa.
La parte inferiore viene usata per servire il piatto in tavola.

## Ingredienti
I tajine più conosciuti sono il mqualli (pollo con limone e olive), il kefta (polpette e pomodori) e il mrouzia (agnello con prugne e mandorle).
Altri ingredienti usati sono tonno, sardine, mele cotogne caramellate e verdure.
Agli ingredienti principali vengono aggiunte salse e spezie (cannella, zafferano, curcuma, zenzero, aglio e pepe) che ne arricchiscono il sapore.

## Cottura
In origine la cottura veniva effettuata appoggiando il tajine sulle braci; di recente sono stati costruiti piatti con il fondo di metallo, in grado di sopportare le alte temperature e la fiamma dei moderni fornelli a gas. La cottura avviene a fuoco basso, lentamente, affinché la carne risulti tenera e aromatizzata.
Ad ogni modo, per preparare il tajine non è strettamente necessaria l'apposita pentola, ma è possibile utilizzare una pentola a pressione.

## Consumazione
Il tajine è un piatto adatto alle famiglie e consumato indipendentemente da festività o occasioni particolari. I commensali sono seduti su delle piccole panchine attorno al piatto posto su un tavolino basso, il coperchio viene rimosso e tutti si siedono davanti al piatto e si mangia accompagnandolo con pane.